# Paflagonie

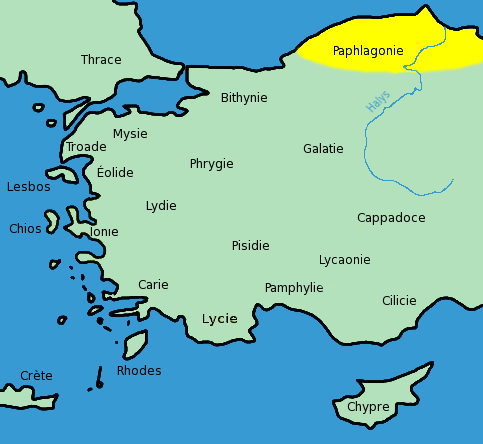
Paflagonie v rámci Malé Asie za klasické (řecko-římské) antiky

Rozdělení Malé Asie v rámci Byzantské říše kolem pol. 9. století. Thema Paflagonie je situováno na severu poloostrova

Paflagonie (řecky Παφλαγονία, Paflagonia) je antické jméno hornaté a lesnaté krajiny u jižního pobřeží Černého moře, na severu Malé Asie, s rozlohou přibližně 100 × 400 km. Rozkládala se mezi Bithýnií na západě, Galácií na jihu a Pontem na východě; dle řeckého historika, filozofa a zeměpisce Strabóna tvořila její západní hranici řeka Parthenios (dnes Bartın), východní pak řeka Halys (Kızılırmak). Dnes je historické paflagonské území součástí Turecka.

## Nejvýznamnější města
- Gangra – starobylé sídlo paflagonských králů, později přejmenované na Germanikopolis. V současné době se město jmenuje Çankırı a je vzdáleno zhruba 140 km severovýchodně od Ankary.

- Pompeiopolis – město v údolí řeky Amnias, poblíž dolů na rudý arsen.

- Hadrianopolis
- Kastamon (Kastamonu)
- Kytoros (Kidros)

- Sesamos, později Amastris (Amasra)
- Sinope (Sinop)
- Stephane (Istifan)